# Hilgen am Weg
Hilgen am Weg ist ein Gemeindeteil  von St. Wolfgang im oberbayerischen Landkreis Erding.

## Lage
Die Einöde Hilgen am Weg liegt 5,25 Kilometer östlich der Kirche des Gemeindehauptorts Sankt Wolfgang. Sie liegt 2 Kilometer südwestlich von dem davon unabhängigen Ortsteil Hilgen.

## Bevölkerungsentwicklung
Um 1871 gab es in Hilgen am Weg sechs Einwohner. Im Mai 1987 lebten dort fünf Einwohner in einem Wohngebäude.
| Jahr      | 1871 | 1925 | 1950 | 1970 | 1987 |
| Einwohner | 6    | 6    | 6    | 5    | 5    |